# Тварожна (Кежмарок)
Тварожна (слч. Tvarožná) насељено је мјесто са административним статусом сеоске општине (слч. obec) у округу Кежмарок, у Прешовском крају, Словачка Република.

## Становништво
| Година:    | 1994. | 2004.    | 2014.    | 2024.    |
| ---------- | ----- | -------- | -------- | -------- |
| Број људи: | 555   | 630      | 714      | 825      |
| Разлика:   |       | +13,51 % | +13,33 % | +15,54 % |

| Година:    | 2023. | 2024.   |
| ---------- | ----- | ------- |
| Број људи: | 798   | 825     |
| Разлика:   |       | +3,38 % |

Према подацима о броју становника из 2011. године насеље је имало 669 становника.